# Haib Belaid
Haib Mohamed Belaid (Bobigny, 1986. március 28. –) tunéziai származású, francia születésű algériai labdarúgó, a tunéziai élvonalbeli CS Sfaxien hátvédje.